# NGC 6403
NGC 6403 (również PGC 60750) – galaktyka soczewkowata (S0), znajdująca się w gwiazdozbiorze Pawia. Odkrył ją John Herschel 28 czerwca 1834 roku.